# Gets
gets — функція, що входить до стандартної бібліотеки мови Сі, оголошена в заголовному файлі stdio.h, яка читає рядок зі стандартного вхідного потоку і поміщає її в буфер, створений функцією, що викликає. Якщо видає помилку, то тепер для її виклику слід викликати gets_s.

## Реалізація
Можна реалізувати таким способом (за допомогою getchar):
```
char
 
*
gets
(
char
 
*
s
)

{

/*очищення буферу введення */

fflush
(
stdin
);

  
int
 
i
,
 
k
 
=
 
getchar
();

  
/* Повертаємо NULL, якщо нічого не введено */

  
if
 
(
k
 
==
 
EOF
)

    
return
 
NULL
;

  
/* Зчитуємо та копіюємо в буфер символи, доки не досягнемо кінця рядка або файлу */

  
for
 
(
i
 
=
 
0
;
 
k
 
!=
 
EOF
 
&&
 
k
 
!=
 
'\n'
;
 
++
i
)
 
{

    
s
[
i
]
 
=
 
k
;

    
k
 
=
 
getchar
();

    
/* При виявленні помилки буфер результату непридатний */

    
if
 
(
k
 
==
 
EOF
 
&&
 
!
feof
(
stdin
))

      
return
 
NULL
;

  
}

  
/* Нуль-термінуємо й повертаємо буфер у разі успіху.

  Символ переведення рядка у буфері не зберігається. */

  
s
[
i
]
 
=
 
'\0'
;

  
return
 
s
;

}

```

Програміст повинен знати максимум числа символів, які gets має прочитати, щоб упевнитися, що виділяється буфер достатнього розміру. Подібне неможливо без інформації про дані. Ця проблема може спричиняти помилки і відкриває простір для порушень комп'ютерної безпеки за допомогою переповнення буфера. Багато джерел радять програмістам ніколи не використовувати gets у нових програмах.
Застосування gets вельми засуджується. Функцію залишено в стандартах C89 і C99 задля зворотної сумісності. Безліч інструментів розробки ПЗ, як, наприклад, GNU ld, видає попередження в разі виявлення при компонуванні коду з використанням gets.

## Альтернативи
Замість gets можна використати інші функції рядкового введення, що дозволить уникнути помилок, пов'язаних з переповненням буфера. Найпростішим варіантом буде fgets. При заміні коду вигляду
```
char
 
buffer
[
BUFFERSIZE
];

gets
(
buffer
);

```

кодом вигляду
```
char
 
buffer
[
BUFFERSIZE
];

fgets
(
buffer
,
 
sizeof
(
buffer
),
 
stdin
);

```

слід мати на увазі, що виклик fgets(buffer, sizeof buffer, stdin) відрізняється від gets(buffer) не тільки захистом від переповнення буфера, але й тим, що fgets(buffer, sizeof buffer, stdin) зберігає завершальний символ переведення рядка (якщо введення рядка закінчується символом переведення рядка), тоді як gets(buffer) відкидає його.

## Безпека використання
Безпечне використання gets вимагає від програміста перевірки того, чи не стане проблемою переповнення буфера. Стандарт мови Сі цього не гарантує; проте, існує кілька дещо ускладнених способів перевірити це з різним ступенем переносимості. Одним з можливих варіантів є захисна сторінка для захисту пам'яті. У поєднанні з обробниками винятків, такими як SIGSEGV і sigaction, захисна сторінка може допомогти з обробкою помилок.